# Cut Chemist
Lucas MacFadden, noto con lo pseudonimo Cut Chemist (New York, 4 ottobre 1972), è un disc jockey e produttore discografico statunitense.
È un ex membro dei gruppi musicali Jurassic 5 e Ozomatli. Ha collaborato con DJ Shadow in numerosi progetti.

## Biografia
Originario di New York, si è formato a Los Angeles.
Nel 1993 è tra i fondatori del gruppo hip hop Jurassic 5, nato dall'unione di due gruppi, ovvero Rebels of Rhythm e Unity Committee, di cui faceva parte Cut Chemist.
Nel 1999 appare nell'album My Vinyl Weighs a Ton di Peanut Butter Wolf e nell'album Make Yourself degli Incubus.
Nel 2001 pubblica un album dal vivo con DJ Shadow dal titolo Product Placement. Con DJ Shadow pubblicherà anche altri lavori tra cui The Hard Sell, DJ mix live del 2007, e The Hard Sell (Encore), altro album dal vivo del 2008.
Nel 2004 lascia i Jurassic 5. Nel luglio 2006 pubblica un album da solista intitolato The Audience's Listening.
Il suo secondo album in studio viene pubblicato nel marzo 2018.

## Discografia parziale
- 1999 - Brainfreeze (con DJ Shadow)
- 2001 - Product Placement (con DJ Shadow)
- 2006 - The Audience's Listening
- 2007 - The Hard Sell (con DJ Shadow)
- 2008 - The Hard Sell (Encore) (con DJ Shadow)
- 2016 - The Audience's Following
- 2017 - Going Back to Cali: Cut Chemist's Colombian Crates Remixed
- 2017 - Madman EP
- 2018 - Die Cut

## Filmografia
- Scratch, regia di Doug Pray (2001)
- Juno, regia di Jason Reitman (2007)
- Tra le nuvole (Up in the Air), regia di Jason Reitman (2009)
- Jennifer's Body, regia di Karyn Kusama (2009)